# パチンコDX
パチンコDX（パチンコデラックス）は、ハンゲームのオンラインパチンコゲームである。ここでは、ニコニコアプリとして提供中の『パチでら』、前身のサービスであった「パチンコ」（以下、ハンゲーム内のパチンコを「パチンコ」と表記する）についても記述する。

## パチンコDX

### 概要
2007年11月9日よりテストサービス、同年11月29日正式サービス開始。
正式サービス開始を記念して、「新装開店! さわってキャンペーン」と題して2007年12月6日 - 2007年12月20日の期間で薄型テレビなどの商品応募資格を得られるイベントを行った。
オリジナル台ではゲームという特徴を生かした、ジャックポット機能やレース機能、1ゲーム連荘など実機では不可能なスペックや全画面を使った演出などが用いられている一方で、実機の移植も行われていたが、実機に関してはななぱちに移転された。
以下の記述は通常時のものであり、イベントなどで台の構成・無料補充回数などが変更される場合がある。

### レベル
大当たりなどでパチンコ玉を手に入れると経験値がたまり、経験値を示すバーがいっぱいになるとレベルがアップする。レベルアップするとアバターアイテムやパチンコ玉がもらえる。また、一定のレベルに達すると無料で補充される玉の数が増える。

### 称号
レア演出を出現させる、機種ごとに設定された連荘・大当たり回数を達成する、月間ランキング（大当たり、連荘、差玉数）で上位に入賞すると称号が与えられる。獲得した称号はパチンコDX内のアバターの背景として使用できる。

### パチンコ玉
1日1回（補充できる日付の変わり目は午前9時）無料で補充できる無料玉と課金して補充する玉がある。また、課金してくじを引くこともできる。くじには
- 1回30円からで最小1発、最大7,777,777発の玉くじ
- 最大77,777発だが最小5500発（500円）・最少9000発（700円）の新玉くじ

の2種類がある。その他にもゲームマネーアバガチャとしてアバターアイテムとパチンコ玉がセットになって販売されている場合もある。これらの有料販売アイテムは、イベント期間中に「イベント参加券」が付属している場合があり、購入後に対象の台（プレイする権利そのものが参加券に含まれたこともある）でイベントの条件を達成するとアバターアイテムがもらえる場合がある。
無料の場合はレベルに応じた玉が補充できるが、最大でもその玉の数までしか補充されない（例：500発補充される場合に100発残した状態で補充しても600発にはならず500発になる）。
パチンコ玉を5000発貯めるとVIP店に入場することができる。VIP店と無料店ではプレイできるパチンコ台の種類が違う。

### パチDXアイテム
ゲーム内で「パチDXアイテム箱」を購入すること一定時間釘の設定が甘くなるアイテムや経験値が上昇しやすくなるアイテムなどを入手することができる。特定台限定のアイテムが登場するアイテム箱もあり、アバターアイテムがセットになっているものもある。

#### スキルアバガチャ
アバターの組み合わせによって釘設定、経験値が変化するアイテムが販売されている。それぞれのアバターに数値が設定されており、プラス値が大きいほど効果が高かったり発動時間が長くなったりするが、マイナス値が大きい場合にはマイナス効果が発動する場合もある。

### パチガチャBIG
パチスロDXと共用のガチャで、パチンコ玉を使用してガチャを回すことができる。ランダムでアバターアイテムやハンコイン商品券などが手に入る。アバターアイテム・まごころシールなどは定期的に入れ替わる。

### パチンコ店
「SUN☆SUN OCEAN」導入後の店舗構成は日本全国47都道府県に設置台の同じ2店舗が4種類、計8店舗ある。そのうち2店舗は無料店で残り6店舗はVIP店である。

### パチンコ台
CRという表示がされている台もあるが、パチンコ球の管理は球数で行われており、カードの購入などはない。名前の後ろに※印が付いているものは、パチでらでプレイ可能な機種。
- ぱちんこファミスタオンライン

パチスロDXとの同時リリース。
- 「ぱちんこ どきどき魔女神判!DX」

初の"タイアップ機"。
- 「カジノドリーマー」

ななぱちでもプレイ可能。
- 「エレメントハーツ」
- 「アルカナマジック」
- 「バーニング番長」
- 「ちょーりょーばっこ!!」※

声の出演：日笠陽子・仁後真耶子・巽悠衣子・中原麻衣など。
- 「SUN☆SUN OCEAN」※

声の出演：たかはし智秋・高橋美佳子・竹達彩奈。
- 「ワンワンダービー full」※

声の出演：釘宮理恵・日笠陽子・金子真由美など。
- 「Flamingo Carnival」
- 「マイティ・ガッド!!」
- 「もえぱちっ!」
- 「世界憲章2051」
- 「Girlieパイレーツ2」
- 「宇宙特務ディスゼバン」※

2008年5月29日リリース。大当たり中の歌を串田アキラが歌う。
- 「甲賀のピンキー in名古屋」

2008年4月24日リリース。「パチンコ」の「甲賀のピンキー」の続編。
- 「人鳥侍 極」
- 「羽根つきチェリー」※

以下の2台は無料店でプレイできる。
- 「宇宙ナースCOMOMO」※
- 「マロンと機械の巨人」

サービス終了
どちらもSANKYOの実機を移植したものだが、2010年2月9日にパチンコDXでのサービスを終了し、ななぱちに移行した。
- 「フィーバーパワフルZERO ST4」
- 「PATRUSH2 RED」「PATRUSH2 GREEN」

## パチンコ
無料で遊べる「無料広場」と課金して遊ぶ「プレミアム広場」の2種類がある。無料広場では「ベータパチンコマネー」で玉を購入することができ、マネーと玉がなくなっても自動的に補充される。プレミアム広場では特定の玉数でプレミアムチケットに交換することができる。プレミアム広場専用の台もある。なお、「パチンコ」の台がパチンコDXに移植されると「パチンコ」でのプレイができなくなる。
2012年9月26日サービス終了。

### アイテム
確変突入率を上昇させるアイテムや、アタッカーに入賞した場合の賞球数が増加するアイテムがハンコインで販売されている。確変突入率上昇アイテムは複数同時に使用することも可能。

### パチンコ台
プレミアム限定
- 「CR コスモトレーナー」

2007年6月27日リリース。
- 「チェリーザキッド」
- 「エターナルドリーマー～夢の途中～」
- 「帰ってきたパンダァV（ファイブ）」
- 「Ace Of Aces」
- 「ハンパチ☆オールスターズ」

プレミアム・無料共通
- 「大甲賀のピンキー」
- 「Record Breaker」
- 「ロード・オブ・ザ・セブンFZ」
- 「ロード・オブ・ザ・セブン」
- 「Girlieパイレーツ」
- 「スパイXtreme」
- 「甲賀のピンキー」
- 「銀河番長」
- 「アバター娘。」